# Ioveta van Bethanië

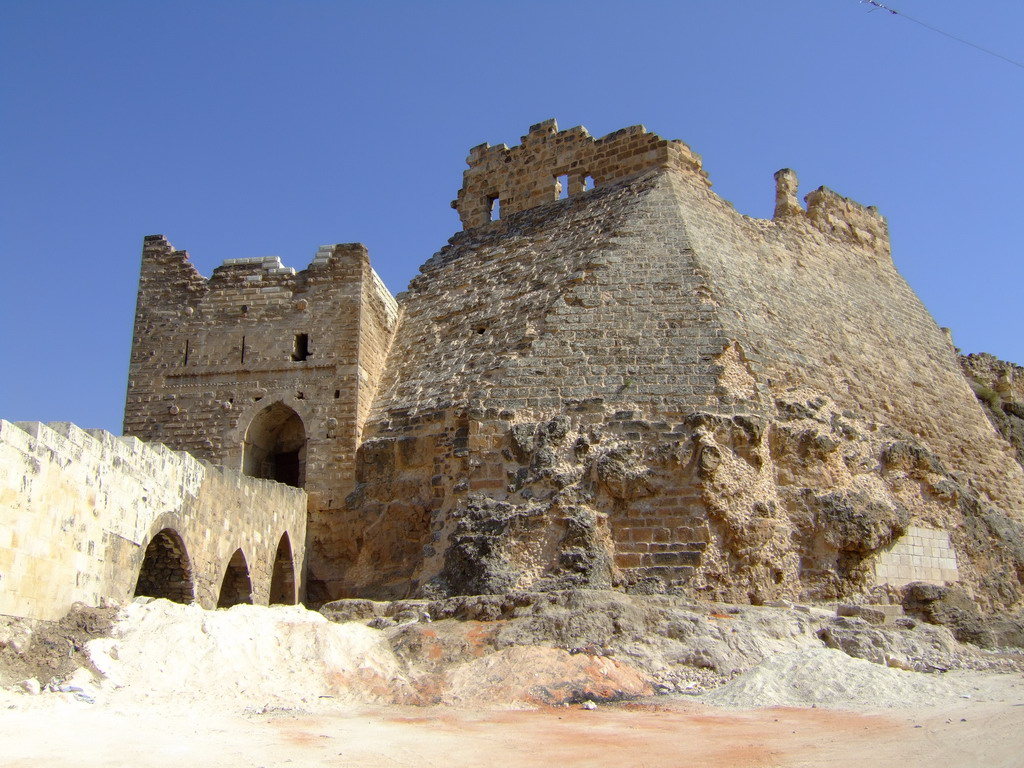
De burcht van Shaizar, waar Ioveta werd vastgehouden.

Ioveta van Bethanië (ca. 1120 - ca. 1170) was de vierde en de jongste dochter van Boudewijn II van Jeruzalem en Morphia van Melitene. Haar naam komt voor in verschillende vormen, waaronder Joveta, Jovita, Jowita, Yvette, Iveta, Ivetta, en zelfs Juditta.

## Biografie
Ioveta is de enige van de dochters van Boudewijn die werd geboren na zijn troonsbestijging in 1118. Toen Boudewijn in 1123 gevangen werd genomen door de Artuqiden in de buurt van Edessa, was Ioveta een van de vrouwen die aan de islamieten werden gegeven om de koning vrij te krijgen. Twee jaar later werd ze voor 80.000 gouden dinars vrijgelaten uit Shaizar. Het losgeld was grotendeels afkomstig uit de buit die Boudewijn had vergaard na de Slag bij Azaz.
Haar zussen trouwden met een goede partij. De oudste, Melisende trouwde met Fulco V van Anjou en behield zo de kroon van Jeruzalem voor haar huis. Haar andere zus, Alice, trouwde met Bohemund II van Antiochië. Hodierna trouwde met Raymond II van Tripoli. Ioveta trad in het klooster in Jeruzalem. In 1143 bouwde Melisende een klooster gewijd aan Sint-Lazarus; na de dood van de eerste abdis werd Ioveta die positie toegekend.
Ioveta was verantwoordelijk voor de opvoeding van haar achternicht Sibylla van Jeruzalem, een dochter van Amalrik, die een zoon was van Melisende.
De zusters waren elkaar heel na, als de een overleed, dan waren de anderen daarbij aanwezig. Het is niet met zekerheid te zeggen wanneer Ioveta stierf, waarschijnlijk vóór 1178, toen er een nieuwe abdis haar intrede deed in het klooster.

## Voorouders
| Voorouders van Ioveta van Bethanië (1120–1170) | Voorouders van Ioveta van Bethanië (1120–1170)                    | Voorouders van Ioveta van Bethanië (1120–1170)                    | Voorouders van Ioveta van Bethanië (1120–1170)                    | Voorouders van Ioveta van Bethanië (1120–1170)                    | Voorouders van Ioveta van Bethanië (1120–1170)                    | Voorouders van Ioveta van Bethanië (1120–1170)                    | Voorouders van Ioveta van Bethanië (1120–1170)                    | Voorouders van Ioveta van Bethanië (1120–1170)                    |
| ---------------------------------------------- | ----------------------------------------------------------------- | ----------------------------------------------------------------- | ----------------------------------------------------------------- | ----------------------------------------------------------------- | ----------------------------------------------------------------- | ----------------------------------------------------------------- | ----------------------------------------------------------------- | ----------------------------------------------------------------- |
| Overgrootouders                                | Manasses III van Rethel (-1081) ∞ Judith (-)                      | Manasses III van Rethel (-1081) ∞ Judith (-)                      | Gwijde I van Montlhéry (1031-1095) ∞ Hodierne de Gometz (-1074)   | Gwijde I van Montlhéry (1031-1095) ∞ Hodierne de Gometz (-1074)   | ? (-) ∞ ? (-)                                                     | ? (-) ∞ ? (-)                                                     | ? (-) ∞ ? (-)                                                     | ? (-) ∞ ? (-)                                                     |
| Grootouders                                    | Hugo I van Rethel (1040-1118) ∞ Melissende van Crécy (1032-)      | Hugo I van Rethel (1040-1118) ∞ Melissende van Crécy (1032-)      | Hugo I van Rethel (1040-1118) ∞ Melissende van Crécy (1032-)      | Hugo I van Rethel (1040-1118) ∞ Melissende van Crécy (1032-)      | Gabriel van Melitene (1055-1103) ∞ ? (-)                          | Gabriel van Melitene (1055-1103) ∞ ? (-)                          | Gabriel van Melitene (1055-1103) ∞ ? (-)                          | Gabriel van Melitene (1055-1103) ∞ ? (-)                          |
| Ouders                                         | Boudewijn II van Jeruzalem (-1131) ∞ Morphia van Melitene (-1126) | Boudewijn II van Jeruzalem (-1131) ∞ Morphia van Melitene (-1126) | Boudewijn II van Jeruzalem (-1131) ∞ Morphia van Melitene (-1126) | Boudewijn II van Jeruzalem (-1131) ∞ Morphia van Melitene (-1126) | Boudewijn II van Jeruzalem (-1131) ∞ Morphia van Melitene (-1126) | Boudewijn II van Jeruzalem (-1131) ∞ Morphia van Melitene (-1126) | Boudewijn II van Jeruzalem (-1131) ∞ Morphia van Melitene (-1126) | Boudewijn II van Jeruzalem (-1131) ∞ Morphia van Melitene (-1126) |